# 前15年
| 千纪： | 前1千纪 |
| 世纪： | 前2世纪 \| 前1世纪 \| 1世纪                                                                                |
| 年代： | 前40年代 \| 前30年代 \| 前20年代 \| 前10年代 \| 前0年代 \| 0年代 \| 10年代                                 |
| 年份： | 前20年 \| 前19年 \| 前18年 \| 前17年 \| 前16年 \| 前15年 \| 前14年 \| 前13年 \| 前12年 \| 前11年 \| 前10年 |
| 纪年： | 西汉永始二年                                                                                               |

## 大事记
- 尉氏男子樊並等起義。山陽鐵官徒蘇會等起義。[1]

## 出生
- 日耳曼尼庫斯

## 逝世
- 王昭君，漢元帝時期的宮女、和親女性。